# セガ アーカイブス
セガ アーカイブスは株式会社セガが発売した家庭用ゲーム機やアーケードゲーム機などのコンピュータゲーム機で遊ぶことができるゲームタイトルを、その時代における最新ゲーム機に移植・復刻してダウンロード販売する総合サイト。
大別して8種類のシリーズを展開している。

## SEGA AGES
シリーズ名称は展開するハードウェアに応じて変更された。
- セガが発売したセガサターン向けに、SEGA AGESとして1996年から1998年にかけて発売された。
- ソニーコンピュータエンタテインメントが発売したPlayStation 2向けに、セガエイジス2500シリーズとして2003年から2008年にかけて発売された。
- ソニーコンピュータエンタテインメントが発売したPlayStation 3およびマイクロソフトが発売したXbox 360向けに、セガエイジスオンラインとして2012年に配信開始された。
- 任天堂が発売したNintendo Switch向けに、2018年から2020年にかけて配信開始された[1][2]。

## セガ バーチャルコンソール
Wiiではメガドライブのタイトルが2006年から2009年にかけて、セガ・マスターシステムのタイトルが2008年から2009年にかけて配信開始された。またニンテンドー3DSではゲームギアのタイトルが2012年から2013年にかけて配信開始された。

## セガ・ドリームキャスト復刻プロジェクト
ドリームキャストは1998年にセガが発売した家庭用ゲーム機。PlayStation 3およびXbox 360向けに2010年から2013年にかけて配信開始された。
| 配信日         | タイトル                    | 脚注                 |
| -------------- | --------------------------- | -------------------- |
| 2010年9月29日  | ソニックアドベンチャー      | [ 9 ]                |
| 2010年11月24日 | クレイジータクシー          |                      |
| 2011年10月5日  | ゲットバス                  | [ 10 ] [ 11 ] [ 12 ] |
| 2011年10月5日  | スペースチャンネル5 パート2 |                      |
| 2012年10月4日  | ソニックアドベンチャー2     | [ 13 ]               |
| 2013年2月20日  | ジェットセットラジオ        |                      |

## セガビンテージコレクション
セガビンテージコレクションはPlayStation 3向け復刻シリーズ。2011年に配信開始された。
| 配信日        | タイトル                        | 備考 |
| ------------- | ------------------------------- | ---- |
| 2011年7月6日  | ソニック・ザ・ヘッジホッグ      |      |
| 2011年7月28日 | ソニック・ザ・ヘッジホッグ2     |      |
| 2011年7月28日 | ゴールデンアックス              |      |
| 2011年7月28日 | ベア・ナックルII 死闘への鎮魂歌 |      |
| 2011年8月31日 | コミックスゾーン                |      |
| 2011年8月31日 | 獣王記                          |      |

## SEGA PlayStation 2 アーカイブス
セガエイジス2500シリーズとして販売したタイトルを、ソニー・インタラクティブエンタテインメントが運営するPlayStation Storeのゲームアーカイブス向けに、2012年から2014年にかけて配信開始された。

## SEGA MODEL2 COLLECTION
MODEL2は1993年にセガが開発したアーケードゲーム用システム基板。PlayStation 3およびXbox 360向けに2012年から2013年にかけて配信開始された。
| 配信日         | タイトル                   | 備考 |
| -------------- | -------------------------- | ---- |
| 2012年11月28日 | バーチャファイター2        |      |
| 2012年11月28日 | ファイティングバイパーズ   |      |
| 2012年11月28日 | ソニック・ザ・ファイターズ |      |
| 2013年2月13日  | バーチャストライカー       |      |
| 2013年2月13日  | 電脳戦機バーチャロン       |      |

## セガ3D復刻プロジェクト
任天堂が発売したニンテンドー3DS向けに、2012年から2017年にかけて展開された。

## SEGA テクノソフトアーカイブス
2016年9月にセガはテクノソフトブランドのライセンス許諾や著作権管理を行うトゥエンティワンからテクノソフトが過去に発売した全てのゲームに関する権利を取得した。それによってテクノソフトがPlayStation用に発売したタイトルを、セガがPlayStation 3およびPlayStation Vita向けに配信したシリーズ。
| 配信日         | タイトル                         | 備考 |
| -------------- | -------------------------------- | ---- |
| 2016年11月22日 | サンダーフォースV Perfect System |      |
| 2016年11月22日 | ネオリュード                     |      |
| 2016年11月22日 | ネオリュード2                    |      |
| 2016年11月22日 | ネオリュード～刻まれた紋章～     |      |
| 2016年11月22日 | 球転界                           |      |
| 2016年11月22日 | REVERTHION                       |      |
| 2016年11月22日 | 鋼鉄霊域                         |      |
| 2016年11月22日 | マイガーデン                     |      |
| 2016年11月22日 | 組み立てバトル くっつけっと      |      |
| 2016年11月22日 | おみせde店主                     |      |
| 2016年11月22日 | 風の丘公園にて                   |      |
| 2017年9月27日  | 熱血親子                         |      |